# Wenigfüßer

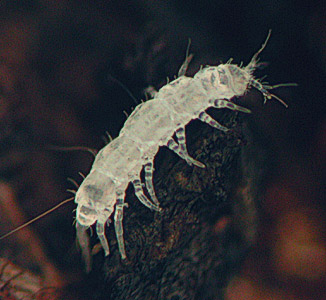
Unbestimmter Wenigfüßer

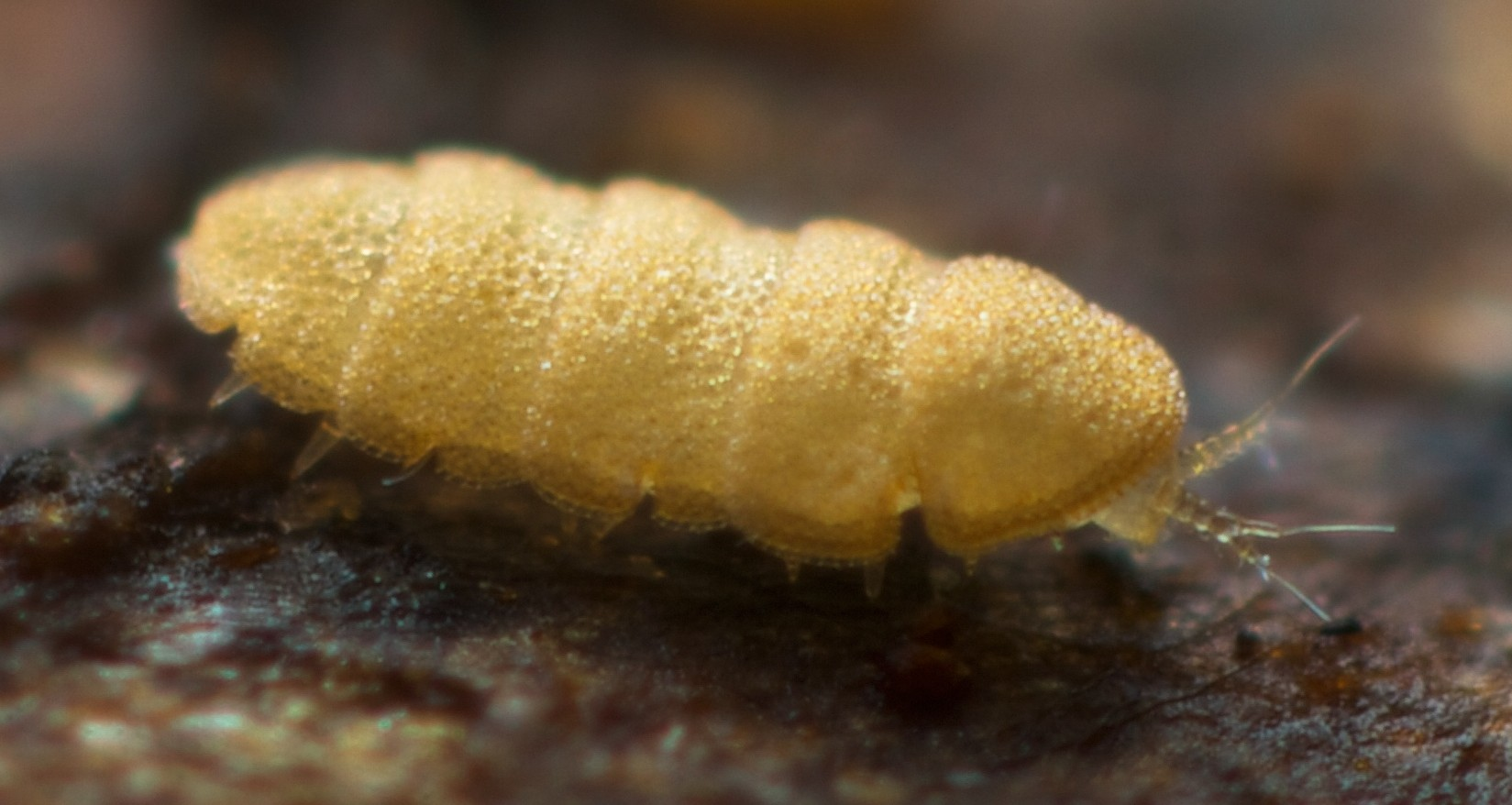
Ein Exemplar aus der Familie Eurypauropodidae

Die Wenigfüßer (Pauropoda) sind eine Klasse der Gliederfüßer (Arthropoda) und werden bei den Tausendfüßern (Myriapoda) eingeordnet. Weltweit sind etwa 540 Arten dieser sehr kleinen, maximal 2 mm langen Tiere bekannt.

## Lebensweise der Wenigfüßer
Pauropoden sind weltweit verbreitet, in einem Liter Boden leben durchschnittlich fünf bis zehn Individuen. Sie besiedeln bevorzugt die oberen Zentimeter lockerer, humoser Böden, dringen aber gelegentlich bis in 50 cm Tiefe vor. Das Nahrungsspektrum der Pauropoden ist noch nicht vollständig bekannt. Bislang untersuchte Arten ernähren sich von Pilzfäden (Hyphen). Dazu beißen sie sich an den Enden dieser Fäden mit den Mandibeln fest und saugen den Inhalt mit Hilfe starker Saugmuskeln am Vorderdarm aus.

## Bau der Wenigfüßer
Wie alle Angehörigen der Myriapoden zeichnen sich die Wenigfüßer vor allem durch eine einheitliche Gliederung der Körpersegmente aus. Die heimischen Wenigfüßer besitzen neun oder zehn Segmente, die jeweils ein Laufbeinpaar tragen. Global betrachtet haben Wenigfüßer 9–11 beintragende Segmente. Betrachtet man sie von oben, kann man allerdings weniger als zehn Rückenplatten erkennen, da einige Segmente keine dieser als Tergite benannten Strukturen ausbilden. Die Tergite der 2. bis 6. Rückenplatte tragen jeweils ein deutlich sichtbares Sinnesorgan in Form einer langen Borste (Trichobothrium). Zudem sind manche Tergite vergrößert und bedecken zwei Segmente. Das Collum (Halsschild) der Pauropoda besitzt Beinrudimente.
Die Beine sind gleichförmig gebaut, lediglich das erste Beinpaar kann weniger Glieder besitzen oder vollständig fehlen. An den Beinen 2–12 besitzen die Tiere ausstülpbare Säckchen (Coxalorgane), an den Beinen 3–12 zusätzlich griffelartige Strukturen (Styli).
Der Kopf der Tiere ist sehr klein, so dass das Gehirn bis in das erste Rumpfsegment ragt. Augen besitzen die Wenigfüßer nicht, allerdings ist der Kopf beiderseits mit Tast- und Chemorezeptoren bestückt (Pseudoculus). Dabei handelt es sich im Prinzip um ein Tömösvárysches Organ. Die Antennen setzen sich aus einer Kette gleichartiger Antennenglieder zusammen und bilden eine so genannte Gliederantenne. Diese trägt an ihrem Ende mehrere Nebengeißeln. Diese verzweigte Antenne mit einem Stiel und einzigartigem Sinnesorgan (Globulus) stellt eine Apomorphie der Wenigfüßer dar.
Die Mandibeln der Tiere sind zugespitzt und bestehen nur aus einem Glied. Sie dienen dem Anstechen der Pilzfäden. Die 1. Maxillen sind schmal und liegen neben einer dreieckigen Platte, die aus der zugehörigen Brustplatte (Sternit) gebildet wird. Die 2. Maxille fehlt wie bei den Zwergfüßern.

## Fortpflanzung und Entwicklung
Die Männchen legen Spermientropfen auf ein Gespinst ab, welches aus einem Netz mit mehreren „Trägerstangen“ besteht. Die Weibchen nehmen den Spermatropfen von dieser Konstruktion auf.
Die Entwicklung ist nur von der Art Pauropus silvaticus bekannt. Hier schlüpft nach der Embryonalentwicklung eine Nymphe mit nur drei Beinpaaren, weitere Beinpaare werden nach den Häutungen angelegt. Als ausgewachsene Tiere häuten sich diese Tiere nicht mehr.

## Systematik der Wenigfüßer
Die Wenigfüßer bilden gemeinsam mit den Doppelfüßern die Dignatha aufgrund der Verschmelzung der basalen Glieder der 1. Maxille zu einer Unterlippe (Gnathochilarium), des Verlusts der 2. Maxille beziehungsweise der rudimentären Anlage derselben in der Embryonalentwicklung, der Genitalöffnungen im zweiten Segment, der Tracheenöffnungen nahe der Beine sowie eines Jungtiers mit nur drei Beinpaaren.
Mit den Zwergfüßern bilden die Dignatha das Taxon Progoneata aufgrund der Darm- und Fettkörperbildung innerhalb des Dotters sowie des Aufbaus der Mechanorezeptoren (Trichobothrien). Dieser Gruppe werden gemeinhin die Hundertfüßer als Schwestergruppe gegenübergestellt.
Intern werden die Wenigfüßer in die ursprünglichen Hexamerocerata (mit 12 Rückenplatten und Tracheenöffnung am ersten Laufbeinpaar), welche nur in den Tropen leben, sowie die Tetramerocerata (verminderte Anzahl der Rückenplatten, kein Tracheensystem) mit einigen einheimischen Arten.
Insgesamt werden die Familien der Wenigfüßer wie folgt eingeordnet:
- Ordnung Hexamerocerata Remy, 1950
  - Millotauropodidae
- Ordnung Tetramerocerata Remy, 1950
  - Afrauropodidae
  - Antichtopauropodidae
  - Brachypauropodidae
  - Colinauropodidae
  - Diplopauropodidae
  - Eirmopauropodidae
  - Eurypauropodidae
  - Hansenauropodidae
  - Pauropodidae
  - Polypauropodidae
  - Sphaeropauropodidae

In Deutschland lebende Arten
Die Einordnung der mitteleuropäischen Arten erfolgt in drei Familien. Die in Deutschland lebenden Gattungen und Arten sind im Folgenden aufgelistet:
- Brachypauropodiadae
  - Brachypauropus
    - Brachypauropus hamiger
    - Brachypauropus strebeli
- Eurypauropodidae
  - Acopauropus
    - Acopauropus asper

  - Trachypauropus
    - Trachypauropus cordatus
- Pauropodidae
  - Allopauropus
    - Allopauropus amaudruti
    - Allopauropus cf. aristatus
    - Allopauropus barcinonensis
    - Allopauropus cuenoti
    - Allopauropus danicus
    - Allopauropus distinctus
    - Allopauropus doryphorus
    - Allopauropus gracilis
    - Allopauropus helophorus
    - Allopauropus helveticus
    - Allopauropus hessei
    - Allopauropus kocheri
    - Allopauropus meridianus
    - Allopauropus multiplex
    - Allopauropus tenellus
    - Allopauropus thalassophilus
    - Allopauropus verticillatus
    - Allopauropus vulgaris

  - Amphipauropus
    - Amphipauropus rhenanus

  - Pauropus
    - Pauropus bagnalli
    - Pauropus furcifer
    - Pauropus huxleyi
    - Pauropus lanceolatus

  - Polypauropus
    - Polypauropus cf. duboscqi

  - Scleropauropus
    - Scleropauropus lyrifer

  - Stylopauropus
    - Stylopauropus pedunculatus
    - Stylopauropus pubescens
- Nomen Nudum
  -     - Fagepauropus breviseta
    - Decapauropus cursor
    - Decapauropus trichosphaera
    - Decapauropus unicus